# Robert Kolář
Robert Kolář (* 15. května 1959 Prostějov) je český politik a manažer, v 90. letech 20. století poslanec České národní rady a Poslanecké sněmovny za ODS, později za Unii svobody, počátkem 21. století senátor za obvod č. 62 – Prostějov.

## Biografie

### Vzdělání, profese a rodina
Po maturitě na gymnáziu vystudoval Vysoké učení technické v Brně. V letech 1983-1992 pracoval v Obvodním ústavu národního zdraví v Prostějově, poté ve funkci náměstka ředitele nemocnice. Od roku 1998 působí jako místopředseda představenstva Moravských naftových dolů v Hodoníně. Spoluzakládal hokejový klub HC Prostějov a stal se jeho prvním předsedou. Podle údajů z roku 2010 se živí provozováním lyžařského vleku v Jeseníkách. V roce 2010 se také uvádí jako předseda představenstva vydavatelství Stanford.
Je rozvedený, z prvního manželství má syna a dceru. Se svou druhou manželkou, se kterou je též rozvedený, má taktéž syna a dceru.

### Politická kariéra
V roce 1991 vstoupil do ODS. Ve volbách v roce 1992 byl zvolen do České národní rady za ODS, respektive za volební koalici ODS-KDS (volební obvod Jihomoravský kraj). Zasedal v rozpočtovém výboru.
Od vzniku samostatné České republiky v lednu 1993 byla ČNR transformována na Poslaneckou sněmovnu Parlamentu České republiky. Mandát obhájil ve volbách v roce 1996. V období let 1996-1998 byl místopředsedou rozpočtového výboru sněmovny. Mezi lety 1995-1998 předsedal Volební komisi Poslanecké sněmovny. V lednu 1998 přestoupil do nově utvořeného poslaneckého klubu Unie svobody. Z ODS vystoupil po aféře s falešnými sponzory v lednu 1998.
V roce 2001 se stal místopředsedou Unie svobody, kterým byl do sjezdu v roce 2003, kdy se pokoušel o zvolení předsedou, ovšem neuspěl. Z Unie svobody-DEU vystoupil v roce 2004.
Mezitím se v senátních volbách roku 2000 stal členem horní komory českého parlamentu, přestože jej v prvním kole porazil ministr zahraničí Jan Kavan v poměru 30,30 % ku 28,72 % hlasů. Ve druhém kole Kolář obdržel 58,10 % hlasů a byl zvolen senátorem. V senátu působil jako místopředseda Výboru pro hospodářství, zemědělství a dopravu v letech 2000-2004 a místopředseda Volební komise v letech 2002-2004. V roce 2004 přestoupil do senátorského klubu ODS. Mezi lety 2004-2005 předsedal Podvýboru pro cestovní ruch Výboru pro hospodářství, zemědělství a dopravu. V senátních volbách roku 2006 svůj mandát neobhajoval.
Angažoval se také v komunální politice. V letech 1990-1992 zasedal v městské radě Prostějova. V komunálních volbách roku 1998 byl zvolen opětovně do prostějovského zastupitelstva za Unii svobody a mandát obhájil v komunálních volbách roku 2002. Profesně se uvádí jako manažer a senátor. V roce 2005 odstoupil z funkce zastupitele z důvodu časové zaneprázdněnosti.